# Застава Шкотске
Застава Шкотске (шкотгел. Bratach na h-Alba, шкот. Banner o Scotland), позната и као андрејин крст, национална је застава Шкотске. Националну застава, више него Краљевску стандарту Шкотске, користе појединци или колективна тијела како би показали своју лојалност и шкотски национали идентитет.
Застава се састоју од бијелог андрејиновог крста у облику слова Х на плавој (азурној) подлози. Андрија Првозвани, заштитник Шкотске, је разапет на таквом крсту који је по њему и добио име. Као симбол Шкотске, андрејин крст се појављује у 12. вијеку, тачније 1180. године током владавине Вилијама I. По неким изворима застава потиче из 15. вијека, док се прва илустрација заставе сличне данашњој јавља око 1542. у дјелу сер Дејвид Линдсеј од Маунта „Регистар шкотских грбова“.
Застава Шкотске и Енглеске су 1606. године краљевском уредбом спојене у једну заставу, тзв. „Заставу Уније“ (енгл. Union Jack), касније заставу Уједињеног Краљевства, којој је 1801. године додан још крст Светог Патрика, симбол Ирске.